# Alois Lang (Politiker, 1940)
Alois Lang (* 1. Juli 1940 in Leinzell; † 6. Dezember 1994) war ein deutscher Kommunalpolitiker und von 1975 bis 1980 Oberbürgermeister der Stadt Ditzingen.

## Leben
Lang absolvierte die Verwaltungshochschule in Stuttgart. 1965 wurde er im Alter von 25 Jahren zum Bürgermeister der Gemeinde Edelfingen gewählt und 1973 mit 99,7 Prozent der Stimmen für weitere zwölf Jahre im Amt bestätigt. Von 1967 bis 1972 war er Vorsitzender der Bürgermeistervereinigung Mergentheim. Er gehörte dem Kreistag des Landkreises Mergentheim an und war Vorsitzender der SPD-Fraktion. Bei der Landtagswahl von 1972 kandidierte er im Wahlkreis Öhringen für die SPD, unterlag jedoch als Direktkandidat Albert Reuter (CDU).
Mit der Eingemeindung der Gemeinde Edelfingen nach Bad Mergentheim endete seine dortige Amtszeit als Bürgermeister. Er war kurzzeitig bei der Wüstenrot Bausparkasse in Ludwigsburg tätig und kandidierte im Sommer 1975 mit Unterstützung der SPD für das Amt des Oberbürgermeisters in Ditzingen. Bei der Wahl am 8. Juni 1975 setzte er sich mit 51,43 Prozent der Stimmen knapp gegen den CDU-Bewerber und früheren Bürgermeister der Gemeinde Hirschlanden, Alfred Fögen durch, der 47,80 Prozent erreichte. Am 1. August 1975 trat Lang sein Amt an. In seiner Amtszeit setzte sich die schon unter seinem Vorgänger Hans Scholder begonnene rasante Entwicklung des Wirtschaftsstandorts Ditzingen fort. 1976 wurde Ditzingen zur Großen Kreisstadt erhoben.
Im Oktober 1979 wurde Alois Lang für die SPD in den Kreistag des Landkreises Ludwigsburg gewählt. Im März 1980 erklärte er seinen Austritt aus der SPD und wechselte zur CDU, ein Schritt, den er mit bundes- und landespolitischen Themen begründete. Im Zusammenhang mit der Veräußerung und Bebauung eines städtischen Grundstücks an der Ditzinger Bauernstraße sowie mit der eigenmächtigen Vergabe von Erschließungsleistungen für ein noch nicht beschlossenes Baugebiet übten Gemeinderat und Öffentlichkeit scharfe Kritik. Mit dem 30. September 1980 schied Lang auf seinen Antrag hin unter Wegfall der Versorgungsansprüche aus seiner Zeit in Ditzingen aus dem Amt aus. Sein Kreistagsmandat behielt er auch nach dem Parteiwechsel und seiner Entlassung als Oberbürgermeister zunächst bei, ehe er Ende August 1981 auf eigenen Wunsch auch aus dem Kreistag ausschied.
Alois Langs Sohn Marc Lang stellte verschiedene Rekorde im Blind-Simultan-Schach auf.